# Túnel Lincoln
El túnel Lincoln es un túnel de unos 2,4 km bajo el río Hudson (Estados Unidos). Conecta Weehawken (en el estado de Nueva Jersey) al oeste con Midtown Manhattan de Nueva York al este. Lleva la ruta 495 de Nueva Jersey en el lado oeste y la ruta 495 del estado de Nueva York en el lado este. Fue diseñado por Ole Singstad y bautizado en honor a Abraham Lincoln. Consta de tres tubos vehiculares de diferentes longitudes, con dos carriles de tráfico en cada uno. El tubo central contiene carriles reversibles, mientras que los tubos norte y sur solo transportan tráfico en dirección oeste y este, respectivamente.
El túnel Lincoln se propuso originalmente a fines de la década de 1920 y principios de la de 1930 como Túnel Midtown Hudson. Sus tres tubos se construyeron por etapas entre 1934 y 1957. La construcción del tubo central, que originalmente carecía de fondos suficientes debido a la Gran Depresión, comenzó en 1934 y se inauguró en 1937. El tubo norte comenzó a construirse en 1936, se retrasó debido a la escasez de materiales por cuenta de la Segunda Guerra Mundial y se inauguró en 1945. Aunque los planes originales requerían solo dos tubos, en 1950 se planeó un tercer tubo al sur de los existentes debido a la alta demanda de tráfico. Este comenzó a construirse en 1954, se retrasó debido a disputas sobre los accesos al túnel, y se inauguró en 1957. Desde entonces, el Túnel Lincoln ha experimentado una serie de mejoras graduales, incluidos cambios en la seguridad y los métodos de peaje.
El túnel Lincoln es junto con el túnel Holland uno de los dos túneles para automóviles bajo el río Hudson entre Jersey City y Lower Manhattan. Es también uno de los seis cruces con peaje en el área de Nueva York propiedad de la Autoridad Portuaria de Nueva York y Nueva Jersey. Los peajes en cada cruce solo se cobran en la dirección con destino a Nueva York. A 2016, ambos sentidos del túnel soportan un promedio diario combinado de 112 995 cruces de vehículos. El túnel es parte de la Ruta 495 de Nueva Jersey en la mitad occidental del río y de la Ruta 495 del Estado de Nueva York en la mitad oriental. Sin embargo, la designación de la carretera del estado de Nueva York no tiene las señales correspondientes y su uso es inconsistente en los documentos oficiales.

## Descripción

### Tubos

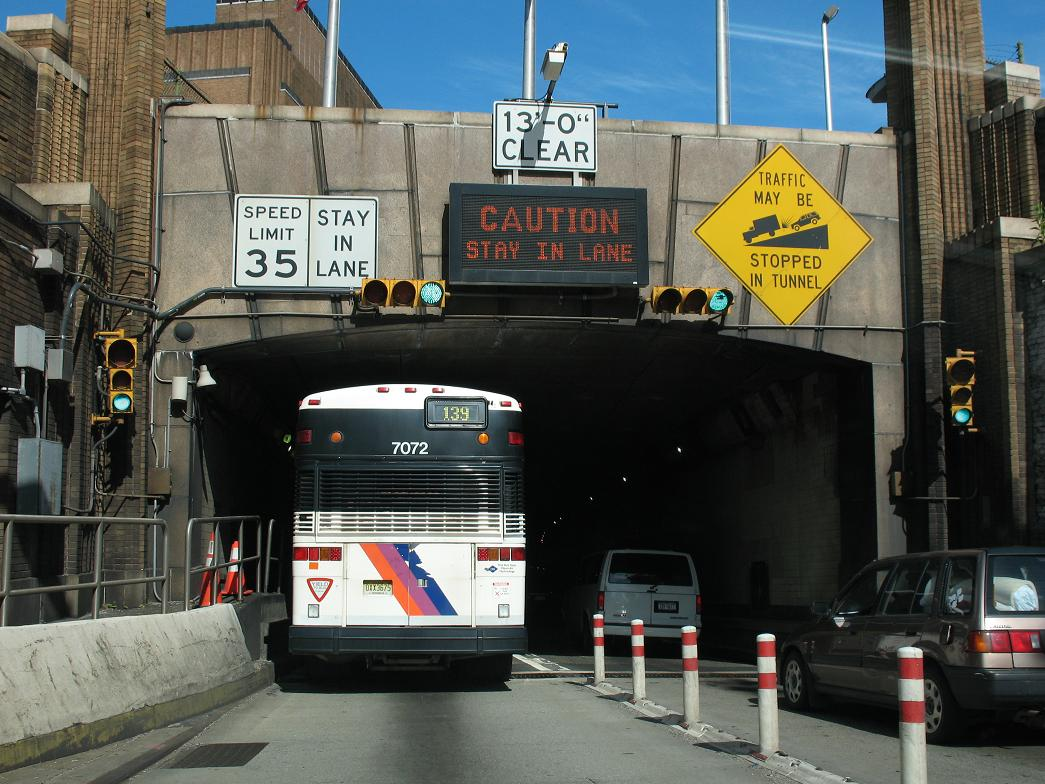
Entrada al tubo norte desde el lado de Nueva York

Los tres tubos, operados por la Autoridad Portuaria de Nueva York y Nueva Jersey (anteriormente Autoridad del Puerto de Nueva York), comprenden seis carriles de tráfico en total y a 2016 transportan un total combinado de casi 113 000 vehículos por día. En 2017 se cobraron 19 039 210 peajes en sentido este. Aunque el tubo central normalmente proporciona un carril de viaje en cada dirección, sus dos carriles son reversibles y pueden configurarse para la demanda de tráfico en horas pico. Los tubos del norte y del sur, respectivamente, solo transportan tráfico en dirección oeste y este. Normalmente, solo el tráfico motorizado utiliza el túnel, pero cada año, algunos recorridos en bicicleta y carreras a pie pasan por un arreglo especial.
Cada tubo proporciona 6,6 m calzada de dos carriles y 4 m de altura. La mayoría de los vehículos que transportan materiales peligrosos no están permitidos en el túnel y los camiones no pueden usar el tubo central. Hay un límite de ancho de 2,6 m para los vehículos que ingresan al túnel.
Aunque los tres portales están uno al lado del otro en Nueva Jersey, en Nueva York el del tubo norte está una cuadra al oeste de los de los otros dos. Allí, el portal del tubo norte está cerca de la Undécima Avenida entre las calles 38 y 39, mientras que los de los tubos central y sur están uno al lado del otro en la Décima Avenida entre las calles 38 y 39. Esa es la razón por la que los tres tubos tienen diferentes longitudes. El más largo es el central con 2504 m, que corre paralelo al del sur, que mide de 2440 m. El tubo norte mide por su parte 2281 m de largo. En Manhattan hay un conducto de ventilación art déco ubicado al oeste de la Duodécima Avenida.
Los servicios de emergencia en el Túnel Lincoln los proporcionan los Agentes de Túneles y Puentes de la Autoridad Portuaria, que están estacionados en los cruces de la Autoridad Portuaria. Estos cuentan con camiones de bomberos, de rescate y grúas para atender incidentes graves. Los trabajadores de la Autoridad Portuaria también usan cámaras para monitorear el túnel.

### Entrada de Nueva Jersey
La carretera de acceso principal en Nueva Jersey es la Ruta 495, que corre en dirección oeste-este dentro de un corte abierto a través de Union City. La calzada de acceso de Nueva Jersey, conocida como "Helix" y anteriormente como "Corkscrew", : 74 gira en un círculo de tres cuartos antes de llegar a las cabinas de peaje frente a los portales del túnel. Esto se debe a la empinada cornisa de King's Bluff en Union City, que se encuentra justo encima del portal del túnel. El camino helicoidal se extiende sobre una distancia de 1219 m.

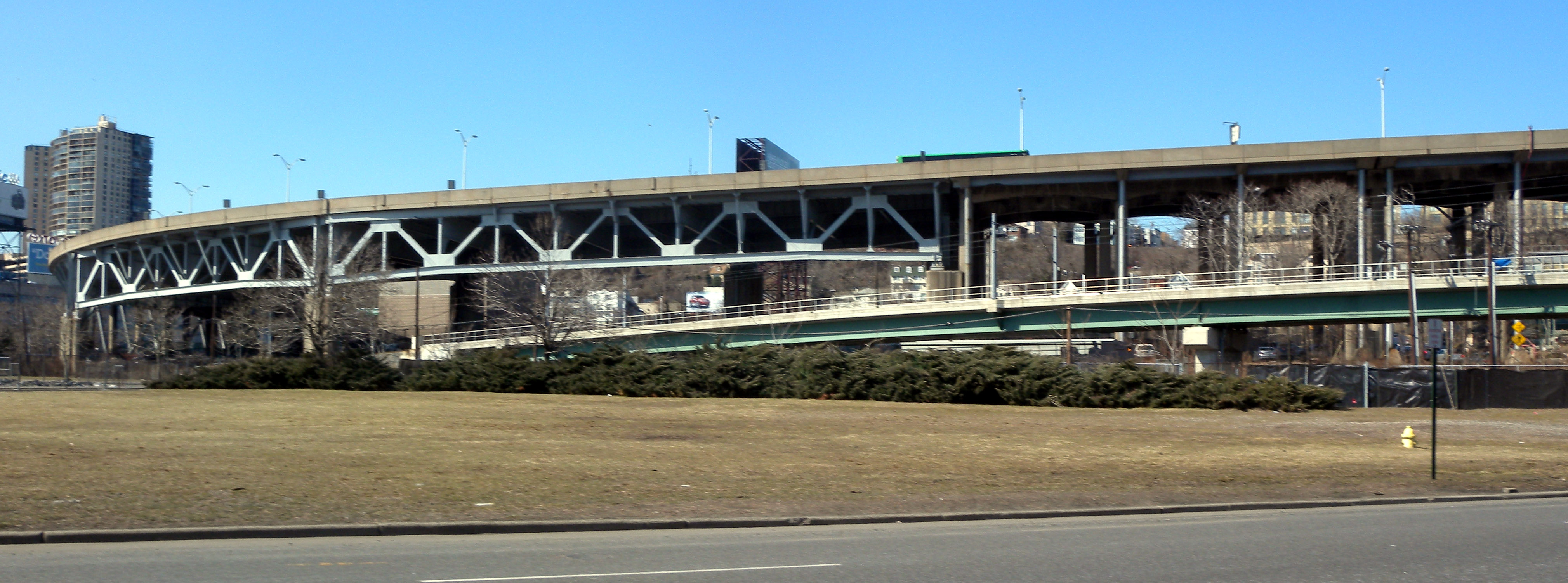
La Helix desde el este. La carretera desciende desde la parte superior de la cornisa (a la derecha, no visible) hasta la plaza de peaje del túnel (fondo).

La ruta 495 se acerca a Helix desde el oeste, cruzando John F. Kennedy Bulevar Este. Al este del paso elevado de JFK Bulevar Este, la calzada de la ruta 495 se curva hacia el sur y comienza su descenso. En este punto, la dirección hacia el oeste tiene una rampa hacia el norte que diverge en dos calles: JFK Bulevar Este hacia el norte y Park Avenue hacia el norte. Ambas direcciones de la Ruta 495 continúan hacia el sur hasta una plataforma rocosa y luego hacia un viaducto, que desciende antes de girar hacia el oeste y luego hacia el norte. Mientras gira hacia el oeste, la hélice vuelve a cruzar JFK Bulevar Este, esta vez en dirección este-oeste. A medida que el viaducto gira hacia el norte, Park Avenue comienza a seguir el viaducto a lo largo de su lado oeste. Las dos direcciones se dividen y la rampa desde el tubo central hasta Park Avenue en dirección sur se eleva entre las dos direcciones de tráfico. La rampa desde Park Avenue en dirección norte hasta el túnel en dirección este se fusiona con el exterior (este) del viaducto, mientras que la rampa desde el túnel en dirección oeste hasta Park Avenue en dirección sur se sumerge en un túnel corto debajo de la avenida. La avenida en sí asciende King's Bluff en una línea relativamente recta de sur a norte.
A medida que Park Avenue continúa ascendiendo por la cornisa, el viaducto desciende al nivel del suelo, donde hay una cabina de peaje para el tráfico en dirección este. No hay peajes para el tráfico en dirección oeste. Justo al norte de la cabina de peaje, los carriles de la autopista se dividen en los portales de los tres tubos, que están adornados con piedra. Luego, los tubos se curvan hacia el este y cruzan bajo el río Hudson. Este peaje tiene 13 carriles de peaje.
A 2015, la Autoridad Portuaria consideró que Helix tenía una vida útil de diez años. Las alternativas a su reemplazo incluyeron túneles debajo de Palisades directamente a los portales de Lincoln Tunnel. En junio de 2018, el Departamento de Transporte de Nueva Jersey, que mantiene la Ruta 495, anunció que renovaría la estructura de Helix en el transcurso de más de dos años. Según la American Highway Users Alliance, Helix se considera uno de los corredores más congestionados de la costa este de los Estados Unidos: en 2018, los conductores pasaron un total de 3,4 millones de horas al año sentados en congestión en Helix.
En el lado de Nueva Jersey también hay un edificio de administración. Este está ubicado a lo largo de Bulevar Este, en el lado este de la plaza de peaje.

### Entrada de Manhattan
El tráfico que sale del Túnel Lincoln en Manhattan generalmente usa la Avenida Dyer o la Autopista del Túnel Lincoln. La Avenida Dyer se extiende entre las avenidas Novena y Décima y existe en tres segmentos: calles 30 a 31, calles 34 a 36 y calles 40 a 42. La Autopista del Túnel Lincoln, una carretera dividida bidireccional que pasa por debajo del nivel de la calle, conecta la sección más al sur de la Avenida Dyer con el Túnel Lincoln. Las carreteras de entrada principales para el Túnel Lincoln son la Avenida Galvin, así como la Autopista del Túnel Lincoln y las dos secciones del sur de la Avenida Dyer. La Avenida Galvin corre entre las avenidas Décima y Undécima y transporta el tráfico hacia el sur desde las calles 42 a 40.
El tubo más al sur, que lleva el tráfico en dirección este a Nueva York, emerge justo al noreste de la intersección de la calle 38 y la Décima Avenida. Conduce directamente a los tramos norte y sur de la Avenida Dyer. El tramo norte conduce a las calles 40 a 42 y transporta tráfico hacia el norte únicamente, mientras que el tramo sur conduce a las calles 36 a 34 y transporta ambas direcciones de tráfico entre estas calles. En la calle 36, una rampa de salida desde la Avenida Dyer en dirección sur conduce a la Autopista del Túnel Lincoln, que continúa hasta la calle 31 (para el tráfico en dirección oeste) y la calle 30 (para el tráfico en dirección este). La sección de la superficie de la Avenida Dyer continúa hasta la calle 35, donde el tráfico en dirección oeste puede girar a la derecha, y luego hasta la calle 34, donde el tráfico puede girar a la izquierda o a la derecha para el tráfico en dirección este y oeste, respectivamente.
El tubo central, que es reversible, asciende al nivel del suelo justo al sureste de 39th Street y la Décima Avenida, paralelo al tubo más al sur. El tubo se canaliza directamente hacia la Autopista del Túnel Lincoln en dirección sur, mientras que una rampa de salida conduce a ambos tramos de la Avenida Dyer. Una rampa desde la autopista en dirección norte también conduce al tubo central.
El tubo norte, que lleva el tráfico en dirección oeste a Nueva Jersey, se alimenta desde cuatro rampas. La primera rampa se origina en la intersección de la calle 30 y la Avenida Dyer, y conduce a la Autopista del Túnel Lincoln en dirección norte. Esta rampa transporta tráfico tanto desde la Décima Avenida hacia el norte como desde la Novena Avenida hacia el sur. La segunda rampa se separa de la calle 33 en dirección este y se une directamente a la autopista en dirección norte. La tercera conduce desde el segmento de la Avenida Dyer que corre entre la calle 34 y la calle 36. Esta rampa transporta tráfico solo desde la calle 34 en dirección oeste, pero también contiene intercambios con la calle 35 en dirección oeste y ambas direcciones de la calle 36. La tercera rampa luego se une con la autopista, que desciende en un túnel corto hasta la Décima Avenida y la calle 40. En este punto, la carretera sale a la superficie y hay una opción para salir a la izquierda, hacia la calle 39 en dirección oeste. Esto está marcado como la última salida en Nueva York. La cuarta rampa se une con el tráfico de la autopista en este punto, transportando tráfico desde la intersección de la calle 40 y la Avenida Galvin. El tráfico que viaja hacia el este en la calle 40 se ve obligado a ingresar a esta rampa, mientras que el tráfico en dirección oeste en la calle 40 y el tráfico en dirección sur en la Avenida Galvin tienen la opción de ingresar a la rampa o continuar en la calle 40. Después de que la cuarta rampa se fusiona con la autopista en dirección oeste, la calzada se sumerge en el tubo norte justo al este de la Undécima Avenida.

### Carril exclusivo bus

Lincoln Tunnel Helix durante la hora pico de la mañana con autobuses que usan un carril que normalmente va hacia el oeste para acercarse a la plaza de peaje del túnel

Durante la hora pico de la mañana, solo los autobuses utilizan un carril de tráfico en el tubo central, el carril exclusivo para autobuses del Túnel Lincoln (XBL). Está alimentado por la autopista de peaje de Nueva Jersey en las salidas 16E y 17, y Ruta 3 de Nueva Jersey.
El XBL es, con mucho, el carril para autobuses más transitado y productivo de los Estados Unidos. El carril opera las mañanas de lunes a viernes de 6:00 a 10:00 a. m., con capacidad para aproximadamente 1850 autobuses y 70 000 pasajeros, la mayoría de los cuales continúan hasta la Terminal de Autobuses de la Autoridad Portuaria. El número de pasajeros en los autobuses que usan el XBL es mayor que en el tren suburbano de NJ Transit hacia la Estación Pensilvania. Más de 100 empresas de autobuses utilizan el carril exclusivo para autobuses. New Jersey Transit opera cincuenta y siete rutas de autobuses interestatales a través del túnel Lincoln, al igual que numerosas empresas regionales y de larga distancia.
El XBL se propuso por primera vez en 1964, cuando se realizaron estudios para abordar la viabilidad de dicho carril para autobuses durante el período pico de la mañana entre semana. El XBL se aprobó a modo de prueba en septiembre de 1970, ya que los autobuses de Nueva Jersey estarían atrapados en la gran congestión dentro de los accesos al túnel. Este carril bus se implantó en diciembre del mismo año, circulando exclusivamente autobuses en las horas punta de la mañana. Debido al éxito del carril bus, se hizo permanente después de que terminó la prueba de un año. El XBL se suspendió en marzo de 2020 junto con las restricciones relacionadas con la pandemia de COVID-19 en los Estados Unidos y se restableció en septiembre cuando el tráfico alcanzó los niveles previos a la pandemia.

## Historia

### Planificación
La idea de un túnel vehicular de tres tubos bajo el río Hudson, conectando Weehawken, Nueva Jersey, con el West Side de Manhattan, Nueva York, fue propuesta por primera vez por Darwin R. James en 1923. La entrada del metro a Manhattan podría construirse en cualquier punto entre las calles 23 y 42, mientras que la entrada de Nueva Jersey estaría ubicada directamente al otro lado del río en Hoboken o Weehawken. Según la Cámara de Comercio de Nueva Jersey, la empresa de James tenía suficientes recursos para comenzar la construcción. El primer túnel vehicular trans-Hudson, el Túnel Holland aguas abajo que conecta Jersey City, Nueva Jersey, con el Lower Manhattan, estaba en construcción en ese momento. Tras la apertura del túnel Holland en 1927, fue popular entre los automovilistas, lo que llevó a la propuesta del túnel Weehawken-Manhattan a principios de 1928. : 57 
El túnel Weehawken-Manhattan, junto con el túnel Triborough que une el lado este de Manhattan con el distrito de Queens de la ciudad de Nueva York, ayudaría a facilitar el tráfico hacia y desde el Midtown Manhattan. Se propuso que los dos túneles eventualmente formarían una ruta directa desde Nueva Jersey hasta el este de Long Island a través de Manhattan y Queens. Otra persona propuso unir Nueva Jersey y Queens directamente a través de un túnel continuo. A fines de 1928, tanto Nueva York como Nueva Jersey habían elegido nuevos gobernadores, Franklin D. Roosevelt de Nueva York y Morgan F. Larson de Nueva Jersey, y ambos apoyaron la construcción de nuevos enlaces de transporte. El general George R. Dyer, presidente de la Comisión de Puentes y Túneles de Nueva York, y Theodore Boettger, presidente de la Comisión de Puentes y Túneles Interestatales de Nueva Jersey, firmaron conjuntamente cartas dirigidas al gobernador de cada estado. : 58 Después de que el túnel Manhattan-Queens fuera recomendado formalmente por la Junta de Estimaciones de la Ciudad de Nueva York en junio de 1929, los jefes de las respectivas comisiones de puentes y túneles de cada estado reiteraron su propuesta de extender el túnel Manhattan-Queens hasta Nueva Jersey.
La Legislatura Estatal de Nueva York consideró dos propuestas para el túnel Weehawken-Manhattan en enero de 1930. Aunque ambos conectarían Weehawken con la calle 38 en Manhattan, una propuesta requería que la Autoridad Portuaria construyera y operara el túnel, mientras que la otra implicaría las operaciones del "Comité Conjunto de Túneles", compuesto por las comisiones de puentes y túneles de ambos estados. Más tarde ese mes, la Legislatura Estatal de Nueva York creó un comité que, entre otras cosas, consultaría con los funcionarios de Nueva York sobre los planes para el túnel Weehawken-Manhattan. En febrero de ese año, el gobernador de Nueva Jersey, Larson, y el vicegobernador de Nueva York, Herbert H. Lehman, acordaron enviar proyectos de ley a sus respectivas legislaturas estatales, que autorizarían la construcción del túnel.
Aunque ambos estados acordaron construir el túnel Weehawken-Manhattan, hubo desacuerdos sobre quién financiaría y construiría los túneles. : 58  La Autoridad Portuaria y las comisiones de túneles de los dos estados querían construir el túnel, pero la Autoridad Portuaria creía que el túnel costaría 95,5 millones de dólares, mientras que las comisiones de túneles de los dos estados pensaban que el túnel solo costaría 66,9 millones de dólares. Ole Singstad, ingeniero jefe de las comisiones de túneles de ambos estados, creía que la distancia entre los dos cruces vehiculares existentes en el río Hudson, el túnel Holland y el puente George Washington, era lo suficientemente grande como para que el túnel Weehawken-Manhattan transportara 10 millones de vehículos en su primer año.. Por el contrario, la Autoridad Portuaria creía que el túnel solo transportaría 7 millones de vehículos en su primer año. : 59  Otro problema de financiación surgió tras el desplome de Wall Street de 1929, que provocó el agotamiento de varias fuentes de financiación potenciales. : 58 
El desacuerdo jurisdiccional retrasó el financiamiento del túnel, pero solo brevemente. En abril de 1930, las comisiones de túneles de los dos estados acordaron fusionarse con la Autoridad del Puerto de Nueva York. La agencia combinada, una Autoridad Portuaria reorganizada, construiría y operaría el túnel Weehawken-Manhattan. : 59  El gobernador de Nueva Jersey, Larson, nombró a seis miembros de la junta de la Autoridad Portuaria como parte de esta fusión. La agencia estaría encabezada por el presidente John F. Galvin y el vicepresidente Frank C. Ferguson. : 59 
En junio de 1930, la Autoridad Portuaria anunció que el túnel se llamaría "Túnel Midtown Hudson". El mismo mes, la agencia comenzó a realizar un estudio de los patrones de tráfico alrededor de los portales del túnel propuesto. : 60  En diciembre, los funcionarios de ambos estados estaban discutiendo los planes preliminares para el túnel. En ese momento, se esperaba que comenzara la construcción el próximo año con una apertura de 1938, y se proyectó que costaría 95 millones de dólares, y ambos estados pagarían una parte del costo del túnel. En enero de 1931, la Autoridad Portuaria decidió que la construcción del Túnel Midtown Hudson era factible. Recomendó que el túnel se construyera inmediatamente para que el tubo pudiera comenzar a transportar tráfico en 1937. Se propuso compensar el costo de $ 95 millones de dólares con los 12,5 millones de vehículos que utilizarían el túnel en su primer año. : 60  Los planes preliminares incluían una "plaza de mezcla", donde el tráfico hacia y desde los túneles Midtown Hudson y Queens-Midtown entraría en los túneles, saldría al tráfico local o continuaría a través del otro túnel.
El inicio de la construcción se retrasó debido al inicio de la Gran Depresión, como resultado de la caída de la bolsa de valores de 1929. La Autoridad Portuaria no pudo comercializar una cantidad suficiente de sus bonos al 4 1⁄4 % de la tasa de interés que hubiera decidido. : 60  La Autoridad Portuaria solicitó fondos a la Corporación Financiera de Reconstrucción (RFC) federal, pero la RFC quería que la Autoridad Portuaria comercializara estos bonos a una tasa del 5%, que la Autoridad Portuaria consideró demasiado alta. La Autoridad Portuaria quería poder comercializar los bonos a un 4 1⁄2 % tasa, por lo que esperaría hasta que tal tasa fuera factible. : 61 A pesar de la falta de fondos para el propio Túnel Midtown Hudson, la Autoridad Portuaria estaba comprando bienes inmuebles dentro del derecho de paso del túnel y, en abril de 1932, había comprado gran parte de los bienes inmuebles dentro del camino futuro del túnel. En febrero de 1933, Herbert Lehman, ahora gobernador de Nueva York, anunció que su Comisión de Obras Públicas de Emergencia buscaría un préstamo de 75 millones de dólares para el Túnel Midtown Hudson de la RFC. En marzo, luego de casi un año de negociaciones, la RFC anunció un acuerdo tentativo para comercializar estos bonos a un4 1⁄2 % tasa. La Administración Federal de Emergencia de Obras Públicas (más tarde la Administración de Obras Públicas, o PWA) adelantó el proyecto del Túnel Midtown Hudson con un préstamo de $ 37,5 millones de dólares en agosto. La Autoridad Portuaria aceptó el préstamo, con la intención de iniciar la construcción dentro de dos meses. El préstamo se pagaría a una tasa de interés relativamente baja del 4%, aunque Galvin afirmó que este préstamo solo sería suficiente para pagar uno de los dos tubos que se planearon. : 61  En ese momento, las propiedades finales en el derecho de paso del túnel aún no se habían comprado.
Los planes para el enfoque de Nueva Jersey se presentaron en septiembre de 1933. Inicialmente, el acceso se curvaría hacia el sur hasta Bergenline Avenue en Union City, y en fases futuras, el acceso se extendería a través de Palisades hasta North Bergen. En el lado de Manhattan, el acceso del metro se elevaría al nivel del suelo alrededor de la calle 39 al este de la Décima Avenida. Entre las avenidas Novena y Décima, el acceso se dividiría en dos direcciones con una calzada hacia el sur hasta la calle 34 y la otra hacia el norte hasta la calle 42. El Departamento de Guerra de los Estados Unidos realizó una audiencia sobre el túnel propuesto, en la que recibió solo dos quejas, ambas de líneas navieras que estaban preocupadas por la intención de la Autoridad Portuaria de usar "mantas" para cubrir los tubos. Las mantas debían ubicarse a 40 pies (12,2 m) por debajo del nivel medio del agua, aproximadamente a la misma profundidad que los fondos de las embarcaciones de las compañías navieras. El Departamento de Guerra dio permiso para la construcción del Túnel Midtown Hudson en octubre de 1933, señalando que la parte superior del nuevo túnel tendría al menos 60 pies (18,3 m) por debajo del nivel medio del agua, lo que permitiría dragar el río Hudson a una profundidad menor si fuera necesario. Se perforaron perforaciones preliminares en el fondo del lecho del río para que los constructores pudieran determinar la geología de la ruta del túnel. : 61 

### Primer tubo

#### Progreso temprano
En noviembre de 1933, la Autoridad Portuaria anunció que había elegido a los ingenieros jefes para el Túnel Midtown Hudson. Estos funcionarios incluyeron a OH Ammann como Ingeniero Jefe; Ole Singstad, ex ingeniero jefe de las Comisiones de Túneles de Nueva York y Nueva Jersey, como Ingeniero Jefe Consultor de Túneles; Ralph Smillie, ingeniero jefe de la Autoridad de Túneles y Puentes de Triborough, como ingeniero de diseño; Robert Ridgway y James Forgie como consultores de túneles; Charles S. Gleim como ingeniero de Construcción; y el comisionado de la Autoridad Portuaria, Alexander J. Shamberg, como jefe de la división que supervisaría la construcción. El expresidente de la Autoridad Portuaria, John Galvin, sería contratado como consultor. : 61  El trabajo de construcción en sí sería supervisado por George Breck Montgomery, quien había ocupado el mismo puesto para la construcción del Túnel Holland. : 62 
El tubo se extendería 6000 pies (1828,8 m) desde el pozo de ventilación del lado de Nueva Jersey hasta el pozo de construcción del lado de Nueva York, pero la longitud total entre portales sería 8218 pies (2504,8 m) Estaba programado para tener un diámetro de 31 pies (9,4 m) llevar un 21 pies (6,4 m) calzada, con revestimiento exterior de hierro fundido y acero y revestimiento interior de hormigón. Este contrato también incluiría la construcción de pozos de ventilación en cada lado, así como 60 pies (18,3 m) de túnel adicional en el lado de New Jersey. El tubo debía perforarse utilizando el método de túnel de escudo, y los escudos procederían de ambos lados al mismo tiempo. El escudo del lado de Nueva York pasaría a través de un pozo de cimentación, lo que permitía mantener la presión de aire en el túnel mientras se perforaba el tubo. El trabajo de construcción de túneles comenzaría primero en el lado de Nueva York porque ya se había excavado un pozo de construcción al oeste de la Undécima Avenida, mientras que el pozo de Nueva Jersey se hundiría más tarde. Se construirían treinta y dos edificios de ventilación, de los cuales 15 extraerían aire hacia el túnel y 17 extraerían aire del túnel. La Autoridad Portuaria recibió cinco ofertas para la construcción del Túnel Midtown Hudson.
La construcción del primer tubo, ahora el centro de los tres tubos, comenzó el 18 de mayo de 1934, con ceremonias en ambos lados. Funcionarios de los niveles federal, estatal y municipal asistieron a la ceremonia en el lado de Nueva York, donde el alcalde de la ciudad de Nueva York, Fiorello H. La Guardia, y el gobernador de Nueva Jersey, A. Harry Moore, empuñaron picos para desenterrar el primer montículo ceremonial de suciedad. : 62–65  El pozo de cimentación cúbico de 700 toneladas para el lado de Nueva York se colocó flotando en su lugar y se hundió en el lecho del río en julio. Aunque se había fabricado en la cercana Kearny, sus enormes dimensiones hicieron que tardara dos días en llegar a Manhattan. : 66 También en julio, surgieron problemas cuando la ciudad de Weehawken se negó a permitir que la Autoridad Portuaria realizara voladuras en el conducto de ventilación de Nueva Jersey durante más de 12 horas al día. La Autoridad Portuaria advirtió que esto podría retrasar la construcción. Otro desacuerdo se refería a la contratación de trabajadores no calificados para trabajar en el proyecto de construcción del Túnel Midtown Hudson. Los trabajadores calificados sindicalizados, que temían que sus trabajos especializados fueran entregados a trabajadores no calificados, amenazaron brevemente con ir a la huelga por "prácticas laborales injustas", como afirma el autor Angus Gillespie en su libro Crossing Under the Hudson. : 67 Después de veinte días, los funcionarios garantizaron que los trabajos calificados se otorgarían solo a trabajadores calificados y se reanudó el trabajo. : 67–69 

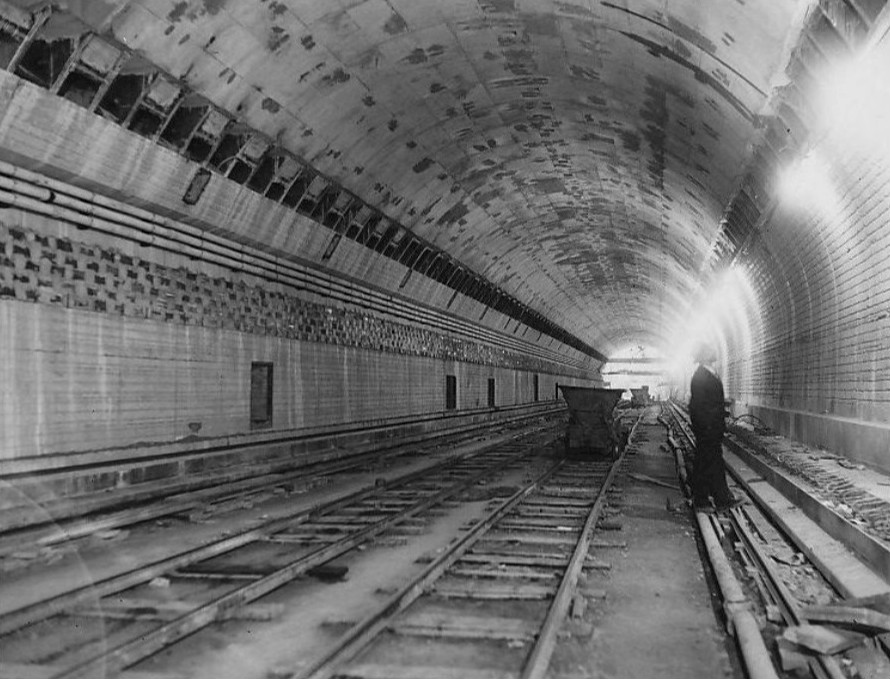
Progreso de la construcción, 1936

Mientras tanto, la Autoridad Portuaria aún no había adquirido y despejado todo el terreno en el camino de los accesos del Túnel Midtown Hudson. La construcción de los accesos en el lado de Nueva York requirió la demolición de 91 edificios, principalmente viviendas, entre las avenidas Novena y Décima desde la calle 34 hasta la calle 42. : 69 Se consideró que estos edificios, ubicados en el vecindario de Hell's Kitchen, ya estaban en ruinas o en un avanzado estado de deterioro. Durante el proceso de demolición se desató un incendio en uno de los edificios clausurados en octubre de 1934. La licitación para el acceso a Nueva York se abrió en junio de 1935, cuando las demoliciones ya estaban en marcha. En el lado de Nueva Jersey, hubo desacuerdos sobre cómo construir el acceso, mientras que en Weehawken se había construido en una repisa afilada llamada King's Bluff. En julio de 1935, después de discutir 75 propuestas durante dos años y medio, el ayuntamiento de Weehawken votó para aprobar un enfoque distintivo de "bucle". : 65  En el extremo occidental del Túnel Midtown Hudson en Nueva Jersey, el tubo se curvaría hacia el sur y luego terminaría en un portal, donde habría una plaza de peaje. Un camino se bifurcaría hacia el este, luego giraría rápidamente hacia el norte y luego hacia el oeste mientras ascendía por la cornisa. Este circuito conduciría desde el Bulevar Este en la parte inferior de King's Bluff hasta la avenida Pleasant en la parte superior.
Los trabajadores de la construcción especializados, conocidos como sandhogs (lit. jabalíes), procedieron a excavar el Túnel Midtown Hudson desde ambos extremos, perforando un tubo que medía 9,7 m de diámetro y 2,4 km entre los pozos de ventilación. : 65 Por lo general, era más fácil excavar desde el lado de Nueva Jersey, que consistía principalmente en sedimentos fangosos, que desde el lado de Nueva York, que contenía muchas toneladas de rocas. : 71 Se usó aire comprimido para evitar que el agua del río inundara el túnel y se construyó un mamparo temporal unos metros más allá del pozo de construcción, a través del cual se bombeó el aire. Los escudos de túnel continuaron cavando más allá del mamparo, dentro de la cámara presurizada. Se proporcionó una esclusa de aire para evitar que los trabajadores sufrieran una despresurización repentina. Cada sandhog trabajó dos turnos de 3 horas por día, con un descanso de tres horas entre ellos. : 66 Después de que se completó una sección de la perforación, los sandhog ensamblaron segmentos de 14 piezas de metal curvas en anillos que medían 9,4 m de diámetro y pesaban 20 toneladas. Durante el proceso de construcción, 110 860 m³ de sedimento y tierra y 21 408 m³ de tierra rocosa y se instalaron 2370 anillos metálicos. El reportero LH Robbins escribió un relato descriptivo del trabajo de construcción, comparando el escudo del túnel con un "Hércules de acero", llamando a los sandhogs "fuertes como bueyes, vestidos toscamente", y describiendo el túnel en sí como "un poco del reino del Tártaro". : 69–71 
El tubo vehicular del Túnel Midtown Hudson se estaba excavando desde ambos extremos, pero los equipos del lado de Nueva Jersey trabajaron más rápido porque el suelo allí era más blando. Como resultado, la mayor parte del trabajo había sido realizado por los equipos que trabajaban desde el lado de Nueva Jersey, y los dos extremos del tubo finalmente se conectaron en el pozo de cimentación del lado de Nueva York. : 72 Esta obra era peligrosa y se cobró varias víctimas fatales: tres trabajadores murieron durante el primer año y un accidente con dinamita en abril de 1935 mató a tres sandhogs más. Estos cavaron a una velocidad promedio de 8 m por día, y en mayo de 1935, los del lado de Nueva Jersey habían excavado más allá de la frontera estatal. : 72 Para junio, se había excavado la mitad del túnel. Durante una semana de ese mes, los sandhogs excavaron 76 m de túnel, que la Autoridad Portuaria proclamó como récord mundial. : 72 Las dos partes del tubo se conectaron en una ceremonia en agosto de 1935, cuatro meses antes de lo previsto.
El método de financiación del Túnel Midtown Hudson fue revisado a finales de 1935. Originalmente, la Autoridad Portuaria había anunciado 34,3 millones de dólares en bonos a una tasa de interés del 4%, y la primera emisión de bonos vencía en 1975. En noviembre, la PWA anunció que cambiaría el préstamo de 37,5 millones de dólares a una subvención de 4,78 millones una vez que la Autoridad Portuaria hubiera vendido 22,3 millones en bonos a la PWA. El resto del saldo pendiente, aproximadamente 10,4 millones, se recaudaría de forma privada y la Autoridad Portuaria habría recaudado 32,7 millones en bonos para cuando se otorgó la subvención. El próximo mes, la Autoridad Portuaria otorgó una emisión de bonos por 16,5 millones de dólares a 3 3⁄4 % tasa de interés. La PWA adelantó la subvención a la Autoridad Portuaria en enero de 1936.
En diciembre de 1935, la Autoridad Portuaria anunció ofertas para la plaza de entrada de Weehawken. La plaza consistía en el acceso circular; garajes para edificios de mantenimiento; una cabina de peaje; 44 m edificio de ventilación de acero, ladrillo y arenisca sobre el túnel; una sección de tubo que conecta la plaza con el segmento submarino existente; y espacio para un segundo portal de túnel al norte del primer portal. : 74 En ese momento, se había completado el 30 por ciento del proyecto del túnel Midtown Hudson. La sección que conectaba con la plaza de entrada fue perforada en septiembre del mismo año. Los grupos cívicos de Nueva Jersey declararon que necesitaban recaudar otros 9 millones de dólares en fondos de bonos, ya que la construcción de la plaza de entrada propuesta en Weehawken elevaría el costo del proyecto a 46,5 millones de dólares Este costo consistiría en 42 millones recaudados en bonos más la subvención PWA de 4,78 millones. Ese noviembre, los comisionados de la Autoridad Portuaria autorizaron a la agencia a buscar 9 millones adicionales en fondos de la PWA.
Simultáneamente, se comenzó a trabajar en la modernización del túnel para uso vehicular, de modo que entrara en funcionamiento para la Feria Mundial de Nueva York de 1939. Las remodelaciones consistieron en la instalación de plafones con tubos de escape; una calzada con conductos de aire; y muros de contención rectos con loseta cerámica, casetas policiales metálicas y pasarela para usos de mantenimiento y emergencia. : 72–73 Los trabajadores instalaron 800 000 losetas de vidrio a lo largo del techo del tubo, que comprende lo que The New York Times describió como "el techo de cristal más grande del mundo". Tras una fuga de gasolina de las estaciones de servicio cerca del túnel Midtown Hudson, se instalaron láminas de cobre ignífugas dentro del túnel. Para ese octubre, la mayor parte del trabajo de modernización se había completado y el túnel Midtown Hudson estaba programado para abrir en el otoño de 1937, varios meses antes de lo previsto. Las únicas partes importantes que no se habían completado eran los accesos a ambos lados, pero también avanzaban rápidamente. : 73 

#### A punto de concluir
Para abril de 1937, el Túnel Midtown Hudson estaba completado en un 75 % y se proyectó su apertura para el próximo año. Como podría confundirse con el Túnel Queens-Midtown sobre el Río Este, ese mes se decidió bautizarlo de otro modo. : 75  Según Gillespie, el nuevo túnel recibió el nombre del presidente de Estados Unidos Abraham Lincoln porque la Autoridad Portuaria creía que era "paralelo en importancia al puente George Washington", nombrado en honor al primer presidente de Estados Unidos. : 75  En erl proceso se consideraron y rechazaron otros nombres. Al mismo tiempo, los nombres de los dos accesos en el lado de Nueva York fueron los de dos presidentes de la Autoridad Portuaria. La Avenida Galvin, que conectaría el túnel al norte con la calle 42, recibió su nombre de John F. Galvin. La Avenida Dyer, que conduciría al sur a la calle 34, recibió su nombre de George R. Dyer, quien había muerto en ese punto. En julio de 1937 se adjudicó un contrato para el acceso de Weehawken, la primera parte de una futura "autopista de gran velocidad" al túnel (ahora Ruta 495 de Nueva Jersey)
En octubre del mismo año, el primer tubo del Túnel Lincoln estaba a punto de completarse y se llevó a cabo una ceremonia de inspección para los políticos de Nueva York y Nueva Jersey. La apertura se adelantó varias semanas desde la primavera de 1938 hasta finales de 1937. : 75  Se calcula que su construcción empleó directamente a 2800 trabajadores en su punto máximo, los cuales sumaron 6,3 millones de horas de trabajo, y que fábruicas de 40 estados dedicaron 15 millones de horas a producir los materiales necesarios para la construcción.

#### Apertura y primeros años

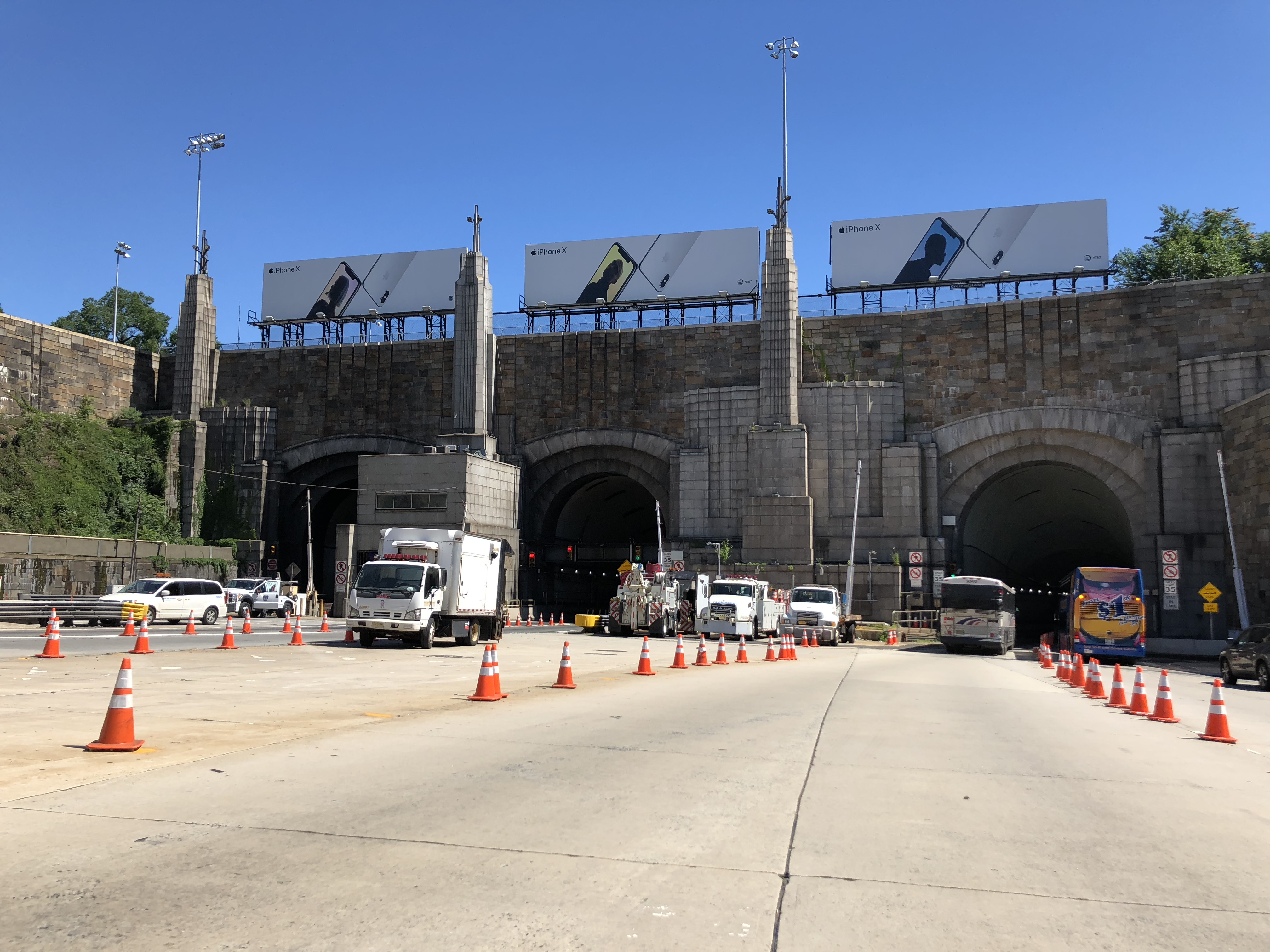
Entrada del túnel desde Weehawken

El primer tubo se inauguró el 21 de diciembre de 1937. En la ceremonia de apertura hubo un desfile militar del lado de Nueva Jersey, así como de una serie de detonaciones desde barcos militares. También pronunciaron discursos el alcalde de Nueva York, La Guardia, y los gobernadores de Nueva York y Nueva Jersey. : 76  Los primeros vehículos pasasron a las 4 de la mañana del día siguiente. : 77  El escultor Julio Kilenyi creó una medalla conmemorativa para la ceremonia (había creado medallas similares para la apertura del Túnel Holland y el Puente George Washington).
El tubo recién inaugurado transportaba tráfico en ambas direcciones. A los automóviles de pasajeros que viajaban en cualquier dirección se les cobraba 50 centavos por viajes sencillos, lo mismo que en el Túnel Holland, el Puente George Washington y los tres puentes entre Staten Island y Nueva Jersey. Si los conductores de automóviles de pasajeros viajaban hacia o desde Staten Island dentro del mismo viaje, pagaban 75 centavos. : 75  Se aplicaron tarifas de peaje diferentes a las tractocamiones, que pagaban 2 dólares, y a las motocicletas, que pagaban 25 centavos. Se prohibió el uso del túnel a peatones, animales y ciclistas. Debido a la capacidad limitada del nuevo tubo, se prohibieron temporalmente los camiones pesados y se estableció un límite de velocidad mínimo de 32 km/h hasta que se pudo completar un segundo tubo. : 75  Se entregaron dos grúas de gasolina y electricidad, denominadas como las más grandes de su tipo, en el Túnel Lincoln en caso de que un vehículo se averiara. Se contrató a 200 empleados para supervisar las operaciones diarias del túnel, trabajando en un edificio administrativo en el lado de Nueva Jersey. También se instalaron dos sistemas telefónicos dentro del túnel, uno para comunicarse con los trabajadores del edificio de administración y otro para contactar a los servicios de emergencia.
El tubo fue utilizado por 3700 vehículos en las primeras 12 horas de su apertura, y por 7661 vehículos en las primeras 24 horas. : 78  La Autoridad Portuaria ideó un eslogan para animar a los automovilistas a usar el túnel, publicitándolo como "el camino directo a Times Square" y erigiendo señales de tráfico a tal efecto.
Los conteos de tráfico diario disminuyeron tras primer mes de la apertura del metro, ya que la ceremonia de apertura coincidió con la temporada de viajes de vacaciones a fines de diciembre de 1937. En cualquier caso, el Túnel Lincoln había transportado menos de 10 000 vehículos diarios durante la temporada navideña de diciembre, en comparación con los 40 000 vehículos diarios del Túnel Holland, ya que el Túnel Holland contenía dos tubos de dos carriles. La Autoridad Portuaria comercializó el nuevo túnel con el lema "No marque el tiempo, haga tiempo, use el túnel Lincoln", que fue seleccionado de un conjunto de propuestas de 3500 empleados de la Autoridad Portuaria. El Túnel Lincoln fue usado por 1 790 640 vehículos durante su primer año de funcionamiento, pero aún no era rentable: incluso después de contabilizar todos los ingresos por peaje, la Autoridad Portuaria había gastado 953 857 dólares netos en operar el túnel. Para 1940, el túnel transportaba 4 millones de vehículos al año, y para 1942, ese recuento había aumentado a 4,5 millones. Una estimación preliminar de 1944 situó el recuento de vehículos de ese año en 5,5 millones, debido al aumento del tráfico durante la guerra.
En el momento de la apertura del metro, seis compañías de autobuses interestatales presentaron planes para operar un total combinado de 250 autobuses diarios a través del túnel. Anteriormente, los autobuses de Weehawken tenían que conducir hasta los transbordadores para acceder a Manhattan, pero en julio de 1938, la Comisión de Comercio Interestatal otorgó permiso a las empresas de autobuses para usar el túnel. Los autobuses pagaban un peaje de 1 dólar por dirección. : 75 En marzo de 1939, 600 autobuses utilizaban diariamente el túnel Lincoln, en doce rutas operadas por cinco compañías. Ese mes, tres compañías de autobuses más recibieron permiso para operar un total combinado adicional de 600 autobuses. Después de que se otorgó este permiso, el gobierno de la ciudad de Nueva York se opuso a más autorizaciones para las empresas de autobuses, ya que causarían congestión en las calles de Manhattan. En diciembre de 1940, se anunció que se construiría una nueva terminal de autobuses en el lado de Manhattan del Túnel Lincoln, entre la Octava Avenida, la Calle 41, la Novena Avenida y la Calle 42. El presidente del condado de Manhattan, Stanley M. Isaacs, propuso construir un túnel corto entre el túnel Lincoln y la nueva terminal. La ciudad aprobó la construcción de la nueva terminal y el túnel de conexión en enero de 1941. Los planes para una terminal de autobuses se retrasaron por cuenta de la Segunda Guerra Mundial.

### Construcción del segundo tubo
En noviembre de 1936, cuando la construcción del primer tubo estaba terminando, los comisionados de la Autoridad Portuaria se reunieron para discutir la viabilidad de agregar un segundo tubo, ubicado al norte y paralelo al primer tubo. Aunque el diseño original en 1933 requería dos tubos, los fondos de la PWA solo habían cubierto el costo del primer tubo. Se estimó que si se construía un segundo tubo inmediatamente, el costo de ese tubo sería más barato porque los trabajadores y la maquinaria ya estaban en el sitio. Por lo tanto, los comisionados acordaron construir un segundo tubo, que se esperaba que costara 33 millones de dólares adicionales, lo que elevó el costo total del proyecto a alrededor de 80 millones. Al mes siguiente, la Autoridad Portuaria vendió una emisión de bonos por 10 millones a una tasa de interés del 3 %. En agosto de 1937, la PWA emitió 29,1 millones de dólares en fondos para el segundo tubo, que consta de un préstamo de 26 millones y una subvención de 3,1 millones. Cuando se abrió el primer tubo en diciembre de 1937, el costo de construcción había aumentado a 85 millones. En ese momento, el segundo tubo estaba programado para completarse en 1940.
Se publicó un contrato para el segundo tubo en febrero de 1937, a un costo de 8,7 millones de dólares. Ese julio, se hundió un pozo de cimentación de acero, similar al del primer tubo, en el lado de Manhattan en el extremo occidental de la calle 39. Al mes siguiente, se adquirieron tres parcelas de tierra en Nueva Jersey para dar paso al segundo tubo. El proyecto del segundo tubo incluiría la construcción de la "autopista exprés" en Nueva Jersey, que conectaría con NJ 1 (ahora parte de US 1) y NJ 3 en el oeste de North Bergen. En el momento de la apertura del primer metro, la autopista rápida terminaba en la plaza de peaje justo afuera del portal del túnel, que conducía a Bulevar Este y Park Avenue. La licitación para la autopista rápida comenzó en enero de 1938, y en abril de ese año se adjudicó un contrato para la rampa "hélice" de la autopista rápida.

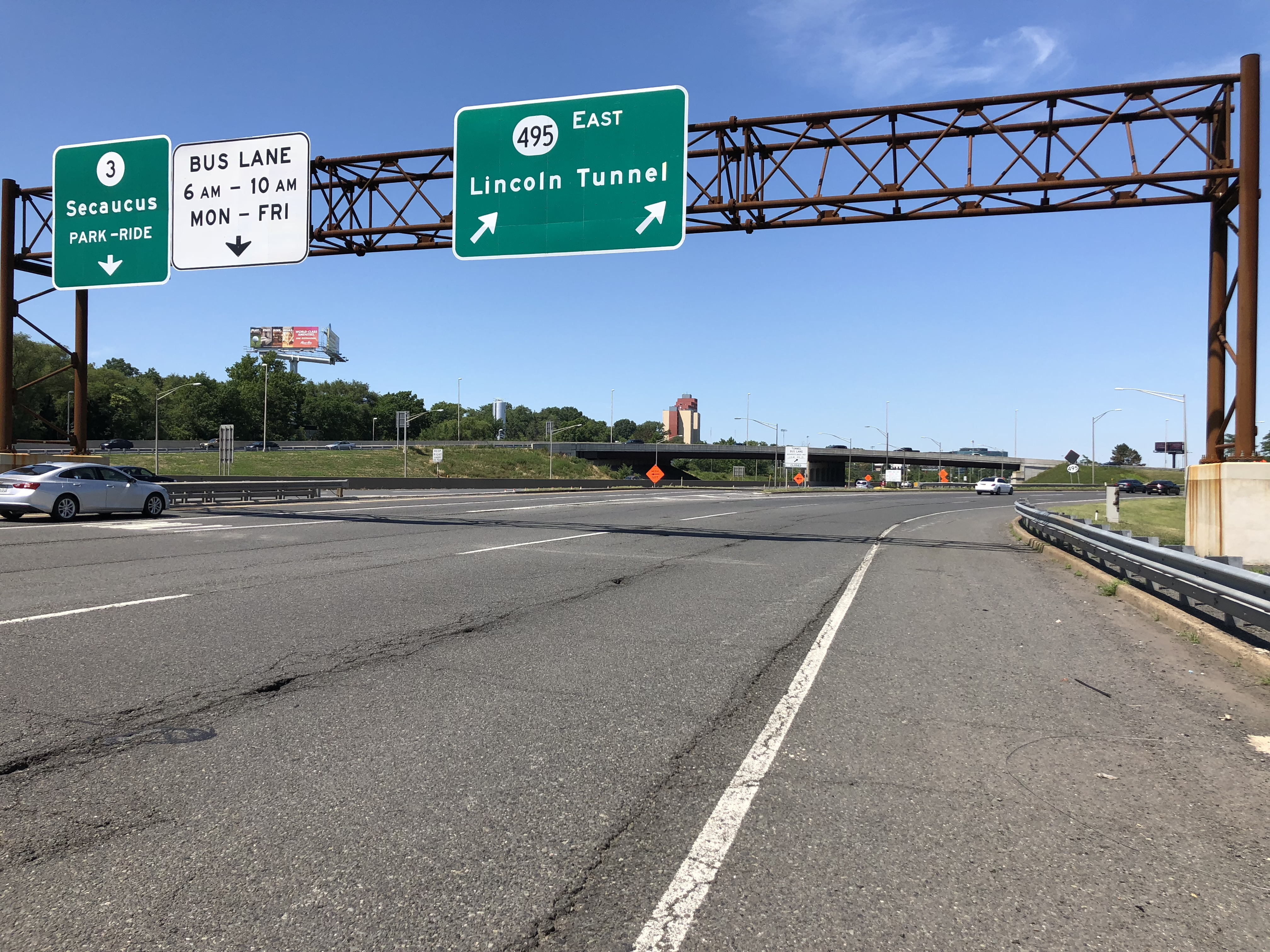
La autopista expresa al túnel Lincoln desde la autopista de peaje de Nueva Jersey, que forma parte de la ruta 495 de Nueva Jersey

El trabajo de perforación en el tubo en sí avanzó rápidamente y, en mayo de 1938, se perforaron los dos segmentos del segundo tubo. Esto fue significativo porque el segundo tubo tenía solo 23 m lejos del primer tubo, y durante los últimos cinco meses, las operaciones de perforación se habían llevado a cabo mientras el tráfico circulaba por el primer tubo adyacente. Sin embargo, el trabajo en el segundo tubo se detuvo el mismo mes porque Nueva Jersey no había logrado construir suficientes caminos de acceso para acomodar la carga de tráfico adicional. Las consideraciones económicas también jugaron un papel importante en el paro laboral, ya que el Comisionado de Carreteras de Nueva Jersey había dicho que el estado carecía de dinero suficiente para construir estas nuevas carreteras. Los extremos del segundo tubo se sellaron porque se pensó que no habría suficientes flujos de tráfico hacia el primer tubo para permitir la finalización del segundo tubo. La carretera "circular" de seis carriles, un acceso a la futura autopista expresa, se inauguró en octubre de 1938 y se extendió hacia el oeste hasta Pleasant Avenue, ubicada en la parte superior de la cornisa de King's Bluff. En junio de 1939, la Autoridad Portuaria abrió la sección de la autopista expresa desde Pleasant Avenue al oeste hasta NJ 3. La nueva carretera, una carretera dividida de seis carriles que corre en un corte abierto, fue designada como una extensión este de NJ 3.
El trabajo en el segundo tubo se reanudó en abril de 1941 como parte de la ceremonia del vigésimo aniversario de la Autoridad Portuaria, la "Dedicación a la preparación del puerto". El Ejército de los Estados Unidos había considerado que el Túnel Lincoln era una parte importante de la defensa en tiempos de guerra, por lo que la Autoridad Portuaria aceleró los planes para completar el tubo en 1943 a un costo de entre 9 millones de dólares y 12 millones de dólares. El portal de Manhattan del nuevo tubo se ubicaría una cuadra al oeste del portal del tubo original y, en agosto de 1941, la Autoridad Portuaria adjudicó un contrato para construir una carretera que conectara la plaza del tubo original con el portal del nuevo tubo. Se creó una nueva calle, la Avenida Galvin, desde las calles 42 a 40, que corre entre las avenidas 10 y 11 y lleva el tráfico hacia el sur hasta el túnel hacia el oeste. En el lado de Nueva Jersey, se adjudicaron contratos para la extensión hacia el oeste de NJ 3 hasta Little Falls así como para la construcción de una parte de lo que ahora es US 46.
Debido a la escasez de materiales durante la guerra, se retrasó la construcción durante los dos años siguientes. El progreso significativo en el segundo tubo solo se reanudó a fines de 1943. Para enero de 1944, el trabajo en el nuevo metro se estaba acelerando porque el metro existente ahora tenía una fuerte congestión en ambas direcciones durante las horas pico, a diferencia de la situación a mediados de 1942, donde la congestión generalmente solo se acumulaba hacia Nueva York por la mañana y desde Nueva York hacia Jersey por la noche. En esta etapa, gran parte del segundo tubo se había completado hasta el punto en que el tráfico podría usarlo en caso de emergencia, y se planeó abrir el tubo en julio. Sin embargo, las obras volvieron a retrasarse, y en noviembre del mismo año, la Autoridad Portuaria anunció que el nuevo tubo se inauguraría en febrero siguiente.

### Segundo tubo

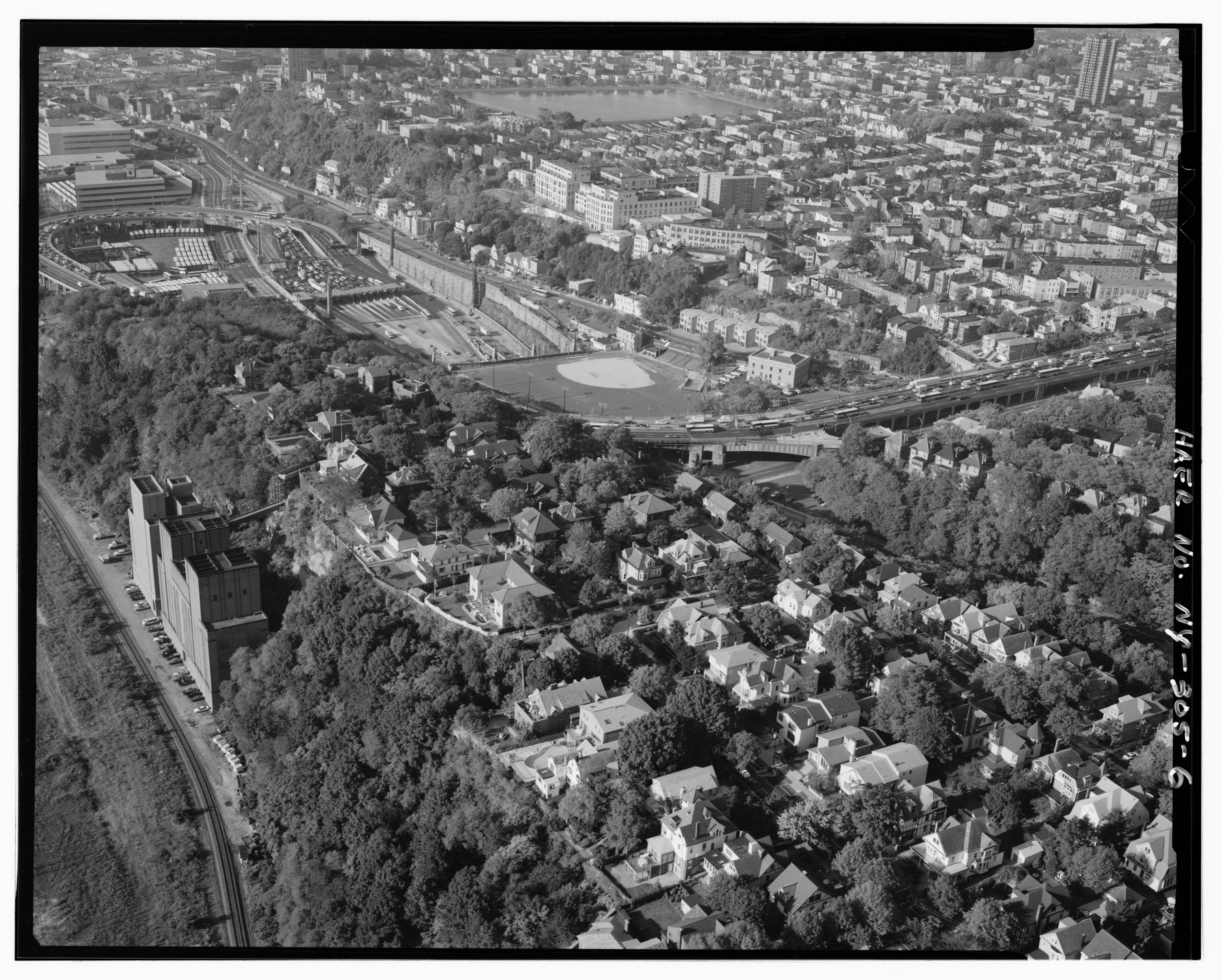
Congestión en el acceso a Nueva Jersey

El segundo tubo se abrió al mediodía del 1 de febrero de 1945. Este se ubicó al norte del tubo existente. El metro del norte se configuró para llevar el tráfico hacia el oeste a Nueva Jersey, mientras que el metro del sur se convirtió de un túnel de dos vías a un túnel solo hacia el este hacia Nueva York. La construcción de los dos túneles había costado un total de 80 millones de dólares. A diferencia del primer tubo, no hubo una ceremonia oficial, aunque tres funcionarios de la Autoridad Portuaria atravesaron el segundo tubo. El primer automovilista que pasó por el segundo tubo fue el hermano del primer automovilista que pasó por el tubo original en 1937.
Después de que terminó la Segunda Guerra Mundial en 1945, se revisaron los planes para una nueva terminal de autobuses en el lado de Manhattan del túnel Lincoln. La nueva terminal de autobuses, que se iba a construir en la manzana delimitada por las calles 40 y 41 y las avenidas 8 y 9, fue aprobada en enero de 1947. Posteriormente, el plan se modificó para incluir un estacionamiento de 500 espacios en su techo, al que se podría acceder a través de una serie de rampas desde las calles locales y el Túnel Lincoln. La terminal se inauguró en 1950 como la Terminal de Autobuses de la Autoridad Portuaria.

### Tercer tubo

#### Planificación y controversia
En 1949, debido al aumento de la demanda de tráfico, el gobernador de Nueva Jersey, Alfred E. Driscoll, sugirió construir un tercer cruce bajo el río Hudson. Se reunió con la junta de comisionados de la Autoridad Portuaria y les dijo que los Túneles Holland y Lincoln ahora habían alcanzado su capacidad máxima de 15 millones de vehículos anuales cada uno (aunque la Autoridad Portuaria señaló que el Túnel Lincoln solo había visto 11,1 millones de vehículos en el último año). El mismo año, la Autoridad Portuaria realizó un estudio de 135 000 automovilistas que utilizaron los cruces del río Hudson. Descubrió que gran parte del tráfico en los túneles Holland y Lincoln podría reducirse si se construyera otro túnel entre Nueva Jersey y Midtown Manhattan al norte o al sur del túnel Lincoln.
En mayo de 1950, los comisionados de la Autoridad Portuaria autorizaron un estudio de ingeniería para un tubo adicional al Túnel Lincoln. Si se construyese, el tercer tubo estaría ubicado al sur de los dos tubos existentes y contendría dos carriles adicionales a un costo de $60 millones de dólares. La Autoridad Portuaria también inició un estudio sobre si las calles locales cercanas a los accesos existentes del Túnel Lincoln podrían acomodar el tráfico de un tercer tubo. En febrero de 1951, el presidente de la Autoridad Portuaria, Austin J. Tobin, anunció que el tráfico a través del río Hudson había aumentado hasta el punto en que pronto sería necesaria la construcción de un tercer tubo. El mes siguiente, los comisionados de la Autoridad Portuaria dieron su aprobación a los planes preliminares para el tercer tubo, que se esperaba que costara 85 millones de dólares y se completara en 1957 "salvo una guerra total". El proyecto también implicaría extender el acceso a la Avenida Dyer, en el lado de Manhattan, hacia el sur desde la calle 34 hasta la calle 30.
La Autoridad Portuaria dio su aprobación al proceso de construcción en mayo de 1951, aunque aún se necesitaba la aprobación de los funcionarios de la ciudad de Nueva York, el estado de Nueva York y Nueva Jersey. La Comisión de Planificación de la Ciudad de Nueva York rechazó los planes iniciales para el proyecto del tercer tubo en agosto de 1951 porque consideró que los accesos al túnel existentes no podían gestionar suficientemente todo el tráfico de un tercer tubo, pero programó una reunión para septiembre. durante el cual la Autoridad Portuaria podría argumentar a favor de su propuesta. El coordinador de construcción de la ciudad, Robert Moses, también se opuso al tercer tubo, y Tobin señaló que la única oposición importante que había recibido la Autoridad Portuaria era de Moses. El presidente del condado de Manhattan, Robert F. Wagner Jr., fue uno de los funcionarios de la ciudad de Nueva York que apoyó los planes. En septiembre, después de que la Autoridad Portuaria y la Comisión de Planificación de la Ciudad se reunieran para discutir los planes, la Comisión de Planificación rechazó los planes del tercer tubo por segunda vez, calificándolos de "fundamentalmente deficientes". A pesar de este desacuerdo, la Autoridad Portuaria publicó contratos para sondeos de prueba el mismo mes. La disputa continuó hasta fin de año y, en diciembre, la Autoridad Portuaria tuvo que cancelar un contrato de $10 millones de dólares por segmentos de túneles de hierro fundido porque la ciudad se había negado a aprobar los planos del túnel. La ciudad quería que la Autoridad Portuaria construyera parte de una Autopista Mid-Manhattan propuesta sobre la Calle 30 desde la Octava Avenida hasta la Carretera Elevada del Lado Oeste cerca de la Avenida 12. Esta recomendación era muy similar a una que se había hecho cinco años antes. Sin embargo, la Comisión de Planificación de la Ciudad rechazó de inmediato esta solución propuesta. En enero, cuando la disputa del túnel Lincoln se prolongó, la Autoridad Portuaria estaba dispuesta a construir un túnel separado por completo a un costo de 200 millones de dólares.
La Junta de Estimaciones de la Ciudad de Nueva York retrasó una votación propuesta sobre el Túnel Lincoln de marzo a mayo de 1952. Para junio, se había llegado a un compromiso y la ciudad había dado su aprobación al nuevo tubo. Aunque la Autoridad Portuaria ya no estaba obligada a construir una autopista en el centro de Manhattan, sí acordó ampliar la calle 30 entre las avenidas 10 y 12 y proporcionar rampas entre el túnel y la autopista West Side. El gobierno de la ciudad de Nueva York se movió rápidamente para aprobar mejoras en las calles de su lado del túnel. En este punto, el gobierno de Weehawken, Nueva Jersey, también había comenzado a expresar su preocupación por las mejoras en las calles. Sin embargo, no hubo otros obstáculos importantes para iniciar la construcción. El primer contrato para la construcción del tercer tubo, una oferta para excavar los conductos de ventilación, se adjudicó en agosto de 1952. El mes siguiente se llevó a cabo una ceremonia de inauguración del tercer tubo, que marcó el inicio de la construcción oficial de ese tubo, en el futuro pozo de ventilación del lado de Manhattan. Sandhogs comenzó a cavar el túnel desde ese extremo.

#### Construcción
La Autoridad Portuaria adjudicó su primer contrato de material para el tercer tubo, un pedido de $10 millones de dólares de segmentos de túnel de acero de Bethlehem Steel, en octubre de 1952. También desalojó a 900 familias de 70 edificios para dar paso a los accesos del nuevo tubo. El mes siguiente, la agencia ordenó 1,2 millones de pernos y arandelas para asegurar los segmentos del túnel. La Autoridad Portuaria planeó financiar la construcción del tercer tubo con una oferta de bonos consolidada de $500 millones de dólares, que también se distribuiría entre otros proyectos de la Autoridad Portuaria. En diciembre de 1952 se hizo una oferta inicial de bonos de $35 millones de dólares, y la Autoridad Portuaria luego pidió prestados $20 millones de dólares para financiar esta oferta. En octubre de 1953 se adjudicó un contrato para excavar la perforación real bajo el río.

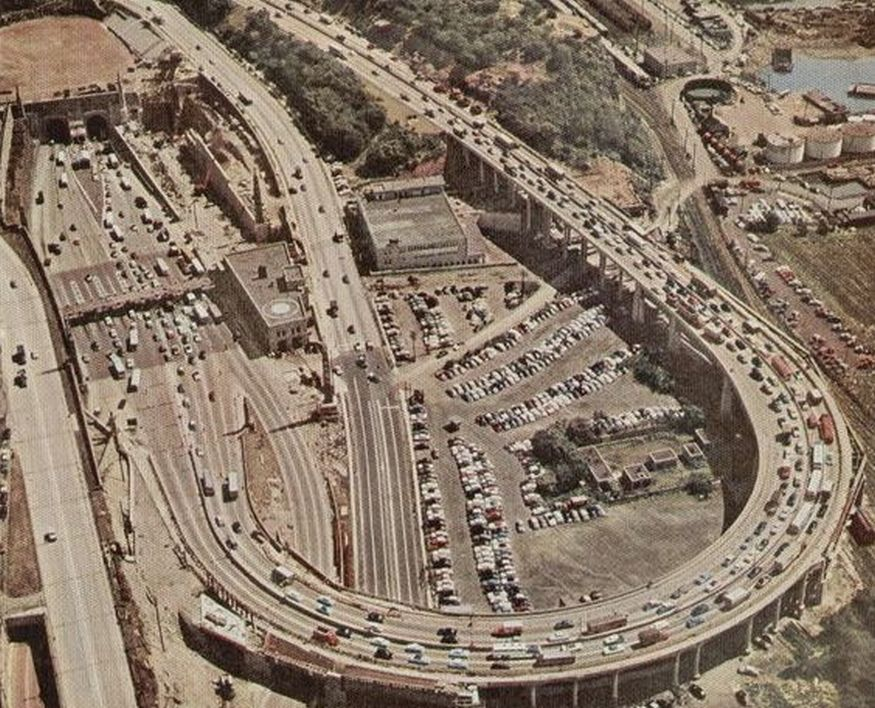
Vista de la entrada de Nueva Jersey en 1955, con el tubo sur en construcción

El gobierno de Weehawken todavía tenía una actitud negativa hacia el trabajo de excavación del túnel Lincoln y, en junio de 1953, ordenó a la policía que arrestara a los trabajadores que ingresaban equipos al túnel, con el pretexto de que el túnel carecía de un permiso de construcción. En respuesta, la Autoridad Portuaria obtuvo una orden judicial de un juez del condado de Hudson que permitió que continuara el trabajo del tubo y obligó al gobierno de Weehawken a explicar su razonamiento legal para bloquear la construcción del tubo. Se convocó un comité de políticos de Nueva Jersey para determinar cuánto debería pagar la Autoridad Portuaria a la ciudad de Weehawken por la adquisición de tierras. Representantes y residentes de Weehawken querían más compensación de lo que la Autoridad Portuaria estaba dispuesta a ofrecer. El 16 de marzo de 1954, la Corte Suprema de Nueva Jersey ordenó que se detuviera el trabajo en el tercer tubo porque equivalía a un cruce completamente nuevo, en lugar de una adición a un cruce existente. Sin embargo, la legislatura de Nueva Jersey votó para permitir la reanudación del trabajo en el túnel, mientras que la legislatura del estado de Nueva York finalmente autorizó formalmente a la Autoridad Portuaria para construir el tubo. Ocho días después de la orden de suspensión de obras de la Corte Suprema de Nueva Jersey, se reanudó la construcción del metro. El municipio de Weehawken acordó gravar el túnel a un precio más bajo de lo que pedía originalmente.
En junio de 1954 se firmó un contrato para un edificio de ventilación en el lado de Nueva York, sobre la calle 38 al este de la avenida 12. Ese septiembre, la Autoridad Portuaria abrió el contrato para la renovación de la plaza del túnel del lado de Nueva Jersey, que tendría que ser reconstruida para acomodar el nuevo portal del túnel, ya que los edificios administrativos existentes estaban ubicados en el camino de acceso del tercer tubo. El mismo mes, la Autoridad Portuaria publicó planes para un complejo de estacionamiento de 800 espacios en el lado de Nueva Jersey. Este estacionamiento abrió en noviembre de 1955, catorce meses después.
Mientras tanto, los sandhogs comenzaron a cavar el túnel desde una 16,8 m pozo en el lado de Nueva Jersey, con planes para conectar ese pozo con el túnel que se está excavando desde el lado de Nueva York en un punto 29 m bajo el río Hudson. Las piezas para un escudo de excavación presurizado se izaron en el pozo de construcción de Nueva Jersey a fines de septiembre de 1954, y el escudo completo comenzó a excavar hacia Nueva York un mes y medio después. En febrero de 1955, la Autoridad Portuaria adjudicó contratos para ampliar el acceso circular del lado de Nueva Jersey de seis a siete carriles, así como un segundo contrato para ampliar la "carretera rápida" de North Bergen de seis a ocho carriles, y una tercero para una nueva plaza de peaje en la parte inferior del acceso circular. En ese momento, se proyectó que podría ser necesario construir un nuevo cruce del río Hudson al norte del túnel Lincoln para los años 1960. La operación de perforación desde el lado de Nueva Jersey había cruzado hacia el este hasta la frontera estatal en octubre de 1955.
El trabajo en el tubo se detuvo temporalmente en enero de 1956 después de que el agua del río Hudson se filtrara en el lado del túnel de Nueva York. Casi inmediatamente después de que el tubo se hubo secado con bombas, los trabajadores se declararon en huelga durante una semana, a pesar de que los extremos de las perforaciones estaban a solo unos 107 m de conectarse. La construcción se interrumpió aún más por una fuga de aire en el lado de Nueva York en mayo, y una huelga de contratistas en junio. El 28 de junio de 1956, los respectivos gobernadores de cada estado finalmente abrieron paso a los dos bandos. En ese momento, se había colocado el último de los 2.031 anillos de hierro fundido del tubo. Luego, los contratistas comenzaron a colocar baldosas a lo largo de la superficie del tubo. En noviembre, el tubo estaba casi terminado. Para acomodar el tráfico del nuevo tubo, la Autoridad Portuaria abrió la Autopista del Túnel Lincoln hacia el sur hasta la calle 30 en febrero de 1957.
El tercer tubo se abrió el 25 de mayo de 1957, al sur de los dos túneles originales. Costó $94 millones de dólares, 6% menos de lo proyectado; el tubo en sí solo había costado 44 millones de dólares, pero los accesos costaron 23 millones de dólares y otros costos compensaron los 27 millones de dólares restantes. La apertura del tercer tubo convirtió al Túnel Lincoln en el primer túnel del mundo con tres tubos paralelos separados. A diferencia de los dos tubos anteriores, que mataron a un total de 15 trabajadores, nadie murió durante la construcción del tercer tubo. En ese momento, el tubo central se convirtió nuevamente en un tubo bidireccional, mientras que el nuevo tercer tubo se volvió solo en dirección este. El tubo central podría usarse para tráfico unidireccional durante las horas pico, duplicando la capacidad en la dirección pico. Se instituyó un sistema de semáforos para el tubo central para indicar si una dirección dada podría usar uno o ambos carriles. Se inauguró una nueva plaza de peaje de 18 cabinas en el lado izquierdo, cobrando peaje en el lado izquierdo (conductor) de cada carril; esto reemplazó a la anterior plaza de 12 cabinas para diestros, que cobraba peajes desde el lado del pasajero y, por lo tanto, se esperaba que acelerara el tráfico. La agencia también inauguró dos edificios de ventilación adicionales, que filtrarían el aire del nuevo tubo. Debido al aumento de las cargas de tráfico, el gobierno de la ciudad de Nueva York publicó planes para ampliar las calles cercanas más tarde ese año.

### Desarrollos posteriores

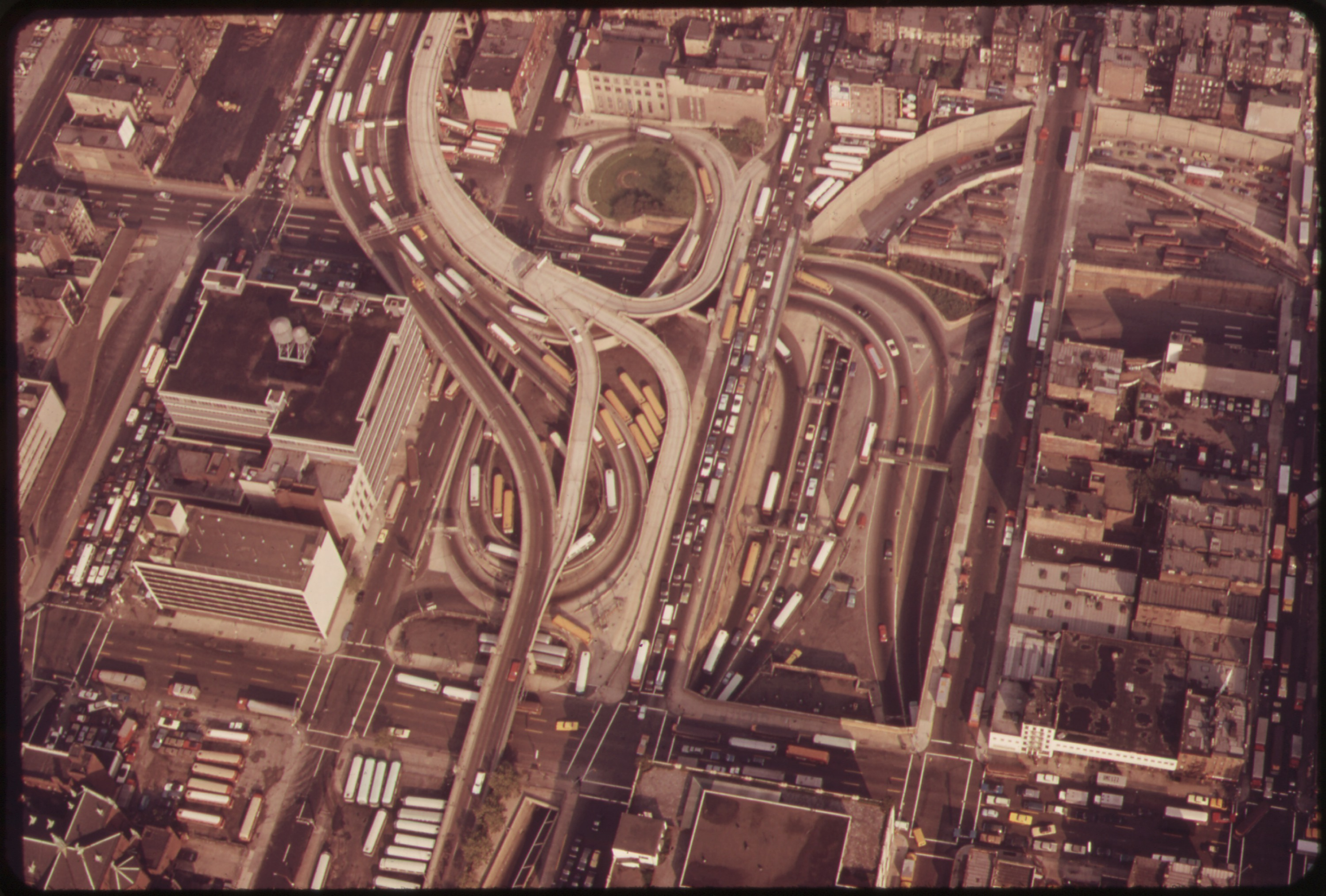
Vista aérea de los accesos a Manhattan en 1973

A medida que aumentaba el tráfico a través de los tubos, la Autoridad Portuaria probó varios métodos para mitigar la congestión del túnel. En febrero de 1957, comenzó a capacitar a "observadores" para observar el tráfico en los accesos al túnel del lado de Manhattan desde el piso 35 del cercano McGraw-Hill Building. La Autoridad Portuaria comenzó a utilizar radios bidireccionales a mediados de 1958. En 1966–1967, la Autoridad Portuaria instaló sistemas de televisión de circuito cerrado para monitorear y controlar el espaciamiento del tráfico en los Túneles Lincoln y Holland. Los oficiales de la Autoridad Portuaria observaron el tráfico del Túnel Lincoln desde un centro de control en el lado de Nueva Jersey. Se colocaron patrulleros dentro de cada tubo para vigilar los vehículos atascados, y un sistema computarizado también monitoreó los flujos de tráfico en cada tubo. En diciembre de 1970, la Autoridad Portuaria probó un carril exclusivo para autobuses durante un año, y se hizo tan popular que más tarde el carril para autobuses se convirtió en permanente.
En 1971, los elefantes de Ringling Bros. y Barnum & Bailey Circus caminaron por el Túnel Lincoln. Los animales normalmente se transportaban por ferrocarril, pero una huelga laboral había suspendido todo el servicio ferroviario al Madison Square Garden. Los elefantes comenzaron a caminar a través del túnel Queens-Midtown en lugar del túnel Lincoln a partir de 1981, y la caminata de elefantes cesó por completo cuando los elefantes se retiraron en 2016.
Originalmente, los tubos norte y centro estaban pavimentados con ladrillos, mientras que el tubo sur contenía una superficie de asfalto. Las superficies de las carreteras de ladrillo comenzaron a deteriorarse con el tiempo y, en 1967-1968, los tubos del norte y del centro se repavimentaron con asfalto. Para 1971, el Túnel Lincoln transportaba 32 millones de vehículos por año. Desde la apertura del Túnel Lincoln hasta 1970, la Autoridad Portuaria cobró el mismo peaje de tarifa plana de 50 centavos en cada dirección. Los peajes en dirección oeste se eliminaron en 1970 y los peajes para los conductores en dirección este se duplicaron para compensar la pérdida de los peajes en dirección oeste.
La Autoridad Portuaria comenzó a repavimentar el tubo central del Túnel Lincoln a principios de los años 1980, en preparación para una renovación del Túnel Holland que estaba programada para comenzar en 1984. Debido al proyecto de renovación, los tubos del Holland Tunnel se cerrarían uno a la vez durante dos años y medio y el tráfico se desviaría al Túnel Lincoln. Una vez finalizada la renovación del Túnel Holland, se repavimentarían los tubos norte y sur del Túnel Lincoln. Se fijó que cada repavimentación costaría 10 millones de dólares. El trabajo de reparación en el tubo central del Túnel Lincoln costó 2 millones de dólares más de lo proyectado y tomó cinco veces más de lo estimado inicialmente, porque la repavimentación solo se realizó de noche. En 1989, durante la rehabilitación y repavimentación del tubo norte, se construyó un centro de control de tráfico computarizado en el edificio de administración del lado de Nueva Jersey, lo que permitió que un controlador de túnel dentro del edificio controlara de forma remota el flujo de tráfico hacia, desde, ya través del Túnel Lincoln. El sistema computarizado estaba conectado a 73 cámaras que capturaron video de la totalidad de los tres tubos. El servicio de telefonía celular se agregó a los tubos en 1995 como parte de un proyecto de 1,2 millones de dólares financiado por la empresa de telecomunicaciones Cellular One.
Una revisión importante del tubo central comenzó en 1996 a un costo de 53 millones de dólares. Esta construcción incluyó el reemplazo de tejas, conductos de cables, bordillos, puertas y otra infraestructura. El mismo año, la junta de la Autoridad Portuaria también votó para renovar la plaza de peaje por 42 millones de dólares. Después de los ataques del 11 de septiembre de 2001, a los conductores sin pasajeros se les prohibió temporalmente pasar por el Túnel Lincoln durante las mañanas de los días laborables, debido al embotellamiento de tráfico que resultó del colapso del World Trade Center. Esta prohibición fue derogada parcialmente en abril de 2002.

### Crimen y terrorismo
El 8 de septiembre de 1953, dos hombres armados intentaron robar una casa en South Orange, cuando los residentes los persiguieron, uno de los cuales informó el número de placa de su automóvil. Un patrullero en la cabina de peaje del túnel Lincoln intentó detener el automóvil, pero los ladrones dispararon contra la policía y golpearon a un policía de la Autoridad Portuaria en la pierna. La policía se apoderó de un camión de reparto y lo persiguió, intercambiando 28 disparos con el automóvil que huía mientras entraba y salía del tráfico. El vehículo se detuvo aproximadamente a las tres cuartas partes del camino a través del túnel, después de que uno de los ladrones recibió un disparo en la cabeza. Más tarde, el conductor del camión de reparto fue honrado por su papel en la persecución de los intentos de ladrón, y los patrulleros involucrados también fueron honrados.
El Túnel Lincoln fue utilizado varias veces más por sospechosos criminales que intentaban escapar de la policía. En 1956, un automovilista, cuyo automóvil había sido secuestrado por la policía, robó su propio automóvil en Manhattan, luego aceleró a través del túnel Lincoln y abrió fuego contra la policía que lo perseguía antes de ser detenido en el puente George Washington. En 1967, dos sospechosos de robo a un banco viajaban por el túnel cuando la policía los encerró en ambos extremos.
Debido a su condición de una de las pocas conexiones entre Manhattan y Nueva Jersey, el Túnel Lincoln se considera uno de los sitios de mayor riesgo para terroristas en los Estados Unidos. : 118 Otros sitios similares en Nueva Jersey incluyen el túnel Holland y la estación PATH en Exchange Place, ambos en Jersey City, así como el puerto de Newark en Elizabeth. En 1995, diez hombres fueron condenados por un atentado con bomba en el que un grupo islámico radical planeó volar cinco o seis sitios en la ciudad de Nueva York, incluidos los túneles Holland y Lincoln y el puente George Washington.

## Numeración de rutas

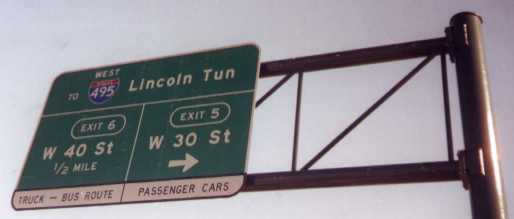
Antiguo letrero "I-495 Lincoln Tunnel", todavía in situ en la West Side Highway

Originalmente, el Túnel Lincoln se habría conectado con el Túnel Queens-Midtown, al otro lado de Manhattan, a través de la Autopista Mid-Manhattan. El presidente del condado de Manhattan, Samuel Levy, propuso por primera vez el conector Autopista Mid-Manhattan en 1936. Los planes actualizados para la carretera que cruza la ciudad se publicaron en 1944 y presentaban una conexión con la terminal de autobuses Port Authority propuesta en ese momento. Los planes finalmente se cambiaron a un túnel que cruza la ciudad a través de la calle 30, y la ciudad aprobó una inspección preliminar para el túnel que cruza la ciudad. La ciudad retrasó brevemente los planes para el tubo más al sur del Túnel Lincoln en 1951 y 1952 porque quería que la Autoridad Portuaria construyera parte de la autopista, aunque este requisito se eliminó más tarde. La designación de la Interestatal 495 (I-495) se asignó al acceso de Nueva Jersey al túnel antes de que se completara la Autopista Mid-Manhattan.
El proyecto Autopista Mid-Manhattan finalmente se canceló y la designación I-495 se eliminó de la autopista el 1 de enero de 1970. Sin embargo, la designación I-495 en Nueva Jersey se mantuvo durante algún tiempo, ya que se anticipó que seguiría siendo parte del sistema de carreteras interestatales. Gran parte del tramo de Nueva Jersey de la I-495 se convirtió en la Ruta 495 en 1979. El proyecto Westway, propuesto en 1971, requería la construcción de una I-478 para unir la I-278 en Brooklyn, la I-78 en el Túnel Holland y la I-495 en el Túnel Lincoln. El proyecto Westway se abandonó oficialmente en 1985 después de una serie de demandas de defensores del medio ambiente. La última parte de la I-495 en Nueva Jersey se desmanteló al año siguiente y, por lo tanto, el túnel Lincoln se eliminó del sistema interestatal. En Manhattan, la calle 34 y otras calles transversales unen el túnel con la I-495.
A 2018, la parte del túnel dentro de Nueva Jersey lleva la ruta 495. Se discute si la parte del túnel dentro de Nueva York contiene la ruta 495 del estado de Nueva York sin firmar (NY 495). Una lista de inventario de carreteras de 2016 del Departamento de Transporte del Estado de Nueva York (NYSDOT) considera que NY 495 tiene 1,8 km de largo, atravesando el túnel, desde New Jersey State Line al este hasta la intersección de Dyer Avenida y calle 34. Sin embargo, el NYSDOT también publicó dos "descripciones oficiales de rutas turísticas de autopistas" en 2004 y 2017, en las que no consideraba que el Túnel Lincoln dentro de Nueva York fuera parte de NY 495. Según estos documentos, la designación NY 495 se aplica en su lugar aparte de Long Island Expressway (I-495) en Queens, y el Túnel Lincoln no tiene una designación de ruta oficial.

## Peajes

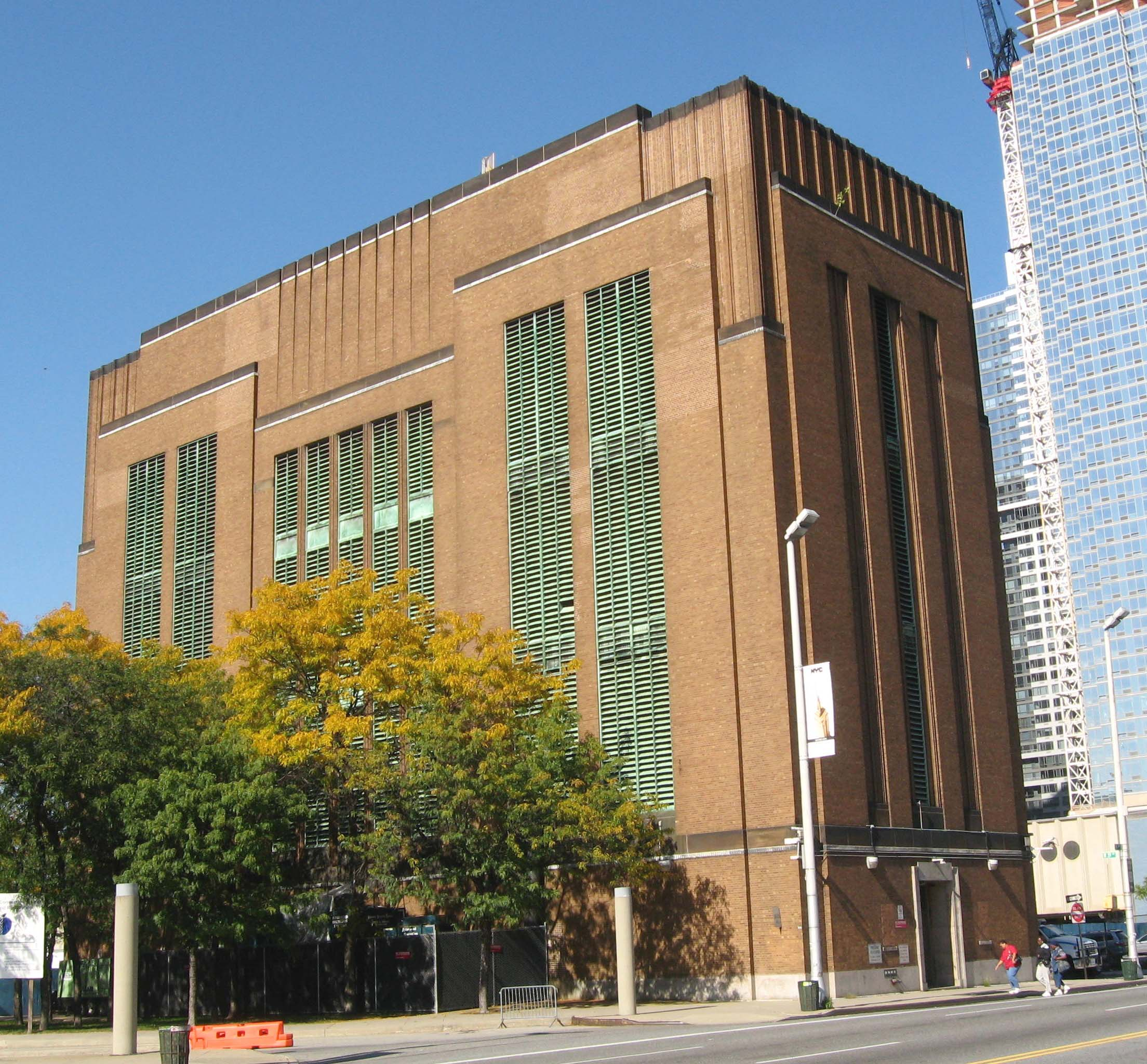
Torre de ventilación de Manhattan

A l 5 de enero de 2020, los peajes en efectivo que van de Nueva Jersey a Nueva York son de $16 dólares para automóviles y motocicletas; no hay peaje para los vehículos de pasajeros que van de Nueva York a Nueva Jersey. A los usuarios de E-ZPass emitidos en Nueva Jersey y Nueva York se les cobra 11.75 dólares por automóviles y 10.75 dólares por motocicletas durante las horas de menor actividad, y 13.75 dólares por automóviles y 12.75 dólares por motocicletas durante las horas pico. A los usuarios con E-ZPass emitidos por agencias fuera de Nueva Jersey y Nueva York se les cobra la tarifa en efectivo.
Los peajes se cobran en una cabina de peaje en el lado de Nueva Jersey. Originalmente, los peajes se cobraban en ambas direcciones. En agosto de 1970, se eliminó el peaje de 50 centavos del Túnel Lincoln, que la Autoridad Portuaria había cobrado desde la apertura del túnel en 1937, para los conductores en dirección oeste. Al mismo tiempo, los conductores en dirección este vieron que sus peajes se duplicaron a 1 dólar. Los peajes de otros once cruces entre Nueva York y Nueva Jersey y el río Hudson a lo largo de 209 km, desde Outerbridge Crossing en el sur hasta el puente Rip Van Winkle en el norte, también se cambiaron a solo en dirección sur o este en ese momento. Posteriormente se eliminaron las cabinas de peaje en dirección oeste. Para 1981, había 14 carriles de peaje en dirección este, en comparación con los 18 carriles en ambas direcciones que tenía la plaza en 1955. A 2018, hay 13 carriles en el peaje.
El peaje electrónico se implementó por primera vez en el Túnel Lincoln alrededor de 1988, cuando se permitió que los autobuses pagaran los peajes electrónicamente. En 1996, la Autoridad Portuaria votó a favor de renovar la plaza de peaje; las mejoras propuestas incluían convertirlo para admitir el peaje electrónico para todos los vehículos que usaban E-ZPass. El cobro de peaje de E-ZPass en el Túnel Lincoln comenzó en octubre de 1997, aunque se mantuvieron las cabinas de peaje.
El peaje electrónico se va a volver el único medio de pago a mediados de 2022. Se desmantelarán las cabinas de peaje y ya no se podrá pagar en efectivo en el túnel. En su lugar, habrá cámaras montadas en nuevos pórticos elevados en Dyer Plaza Ramp. El trabajo preliminar para mejorar el Túnel Lincoln comenzó el 13 de noviembre de 2021. A un vehículo sin E-ZPass se le tomará una fotografía de su matrícula y se le enviará por correo a su propietario una multa. Para los usuarios de E-ZPass, los sensores detectarán sus transpondedores de forma inalámbrica. En marzo de 2020, debido a la pandemia de COVID-19, el peaje totalmente electrónico entró en vigencia temporalmente para todos los cruces de la Autoridad Portuaria, incluido el Túnel Lincoln. El pago en efectivo se restableció temporalmente en octubre de 2020, durante 18 meses, mientras se instalaba la infraestructura necesaria de peaje en carretera abierta.

### Tarifas históricas de peaje
| Años                        | Peaje  | Equivalente de peaj en 2021 | Ref.    |
| --------------------------- | ------ | --------------------------- | ------- |
| 1937-1970                   | $0.50  | $ 9.42 – 3.49               | [ 94 ]  |
| 1970-1975                   | $1.00  | $ 6.98 – 5.04               | [ 214 ] |
| 1975-1983                   | $1.50  | $ 7.55 – 4.93               | [ 252 ] |
| 1983-1987                   | $2.00  | $ 6.58 – 4.77               | [ 253 ] |
| 1987-1991                   | $3.00  | $ 7.16 – 5.97               | [ 254 ] |
| 1991-2001                   | $4.00  | $ 7.96 – 6.12               | [ 255 ] |
| 2001-2008                   | $6.00  | $ 9.18 – 7.55               | [ 256 ] |
| 2008-2011                   | $8.00  | $ 10.07 – 9.64              | [ 257 ] |
| 2011-2012                   | $12.00 | $ 14.46 – 14.16             | [ 258 ] |
| 2012-2014                   | $13.00 | $ 15.34 – 14.88             | [ 259 ] |
| 2014-2015                   | $14.00 | $ 16.03 – 16.00             | [ 260 ] |
| 2015-2020                   | $15.00 | $ 17.15 – 15.90             | [ 261 ] |
| Desde el 5 de enero de 2020 | $16.00 | $16.00                      | [ 262 ] |